# Altered Carbon
Altered Carbon ou Carbone modifié (au Québec) est une série télévisée de science-fiction de genre cyberpunk américaine, créée par Laeta Kalogridis d'après le roman du même nom de Richard K. Morgan paru en 2002, et mise en ligne le 2 février 2018 sur Netflix, incluant les pays francophones. Une deuxième et dernière saison est mise en ligne par Netflix le 27 février 2020.
Cette dystopie aborde des thèmes philosophiques comme la séparation de l'âme et du corps, l'immortalité et l'identité.

## Synopsis
Dans un futur où les humains peuvent transférer leur esprit d'un corps à l'autre, un rebelle est ramené à la vie 250 ans après sa mort pour résoudre le meurtre vicieux de l'homme le plus riche du monde, en échange de sa liberté. Pour y parvenir, il devra trouver des alliés, faire attention à tous les détails et se souvenir de ce qui lui a été inculqué en tant que « corps diplomatique » / « diplo ».

## Univers
La trame principale de la première saison se déroule en 2384, dans une ville futuriste, Bay City. Dans ce futur, la mémoire et la conscience d'une personne peuvent être stockées sur un disque implanté dans la nuque de son enveloppe corporelle (humaine ou synthétique). En cas de mort physique, ces disques de stockage (stack) peuvent être transférés dans une nouvelle enveloppe, mais une personne peut toujours être tuée si son disque est détruit. Si cela signifie théoriquement que chacun peut prétendre à l'immortalité, dans la pratique, seuls les plus riches — les Maths, en référence à Mathusalem — ont les moyens de le faire grâce à l'usage de clones et à des sauvegardes à distance de leur conscience.

## Distribution

### Première saison

#### Acteurs principaux
- Joel Kinnaman (VF : Thibaut Belfodil) : Takeshi Kovacs (en)[2]/ Elias Ryker
- Renée Elise Goldsberry (VF : Christine Bellier) : Quellcrist Falconer[3]
- James Purefoy (VF : Bernard Gabay) : Laurens Bancroft[4]
- Kristin Lehman (VF : Dominique Vallée) : Miriam Bancroft[5]
- Martha Higareda (VF : Caroline Pascal) : Kristin Ortega
- Dichen Lachman (VF : Cléo Anton) : Reileen Kawahara
- Chris Conner (VF : Thomas Roditi) : Edgar Poe[6]
- Ato Essandoh (VF : Namakan Koné) : Vernon Elliot
- Trieu Tran (VF : Igor Chometowski) : Monsieur Leung

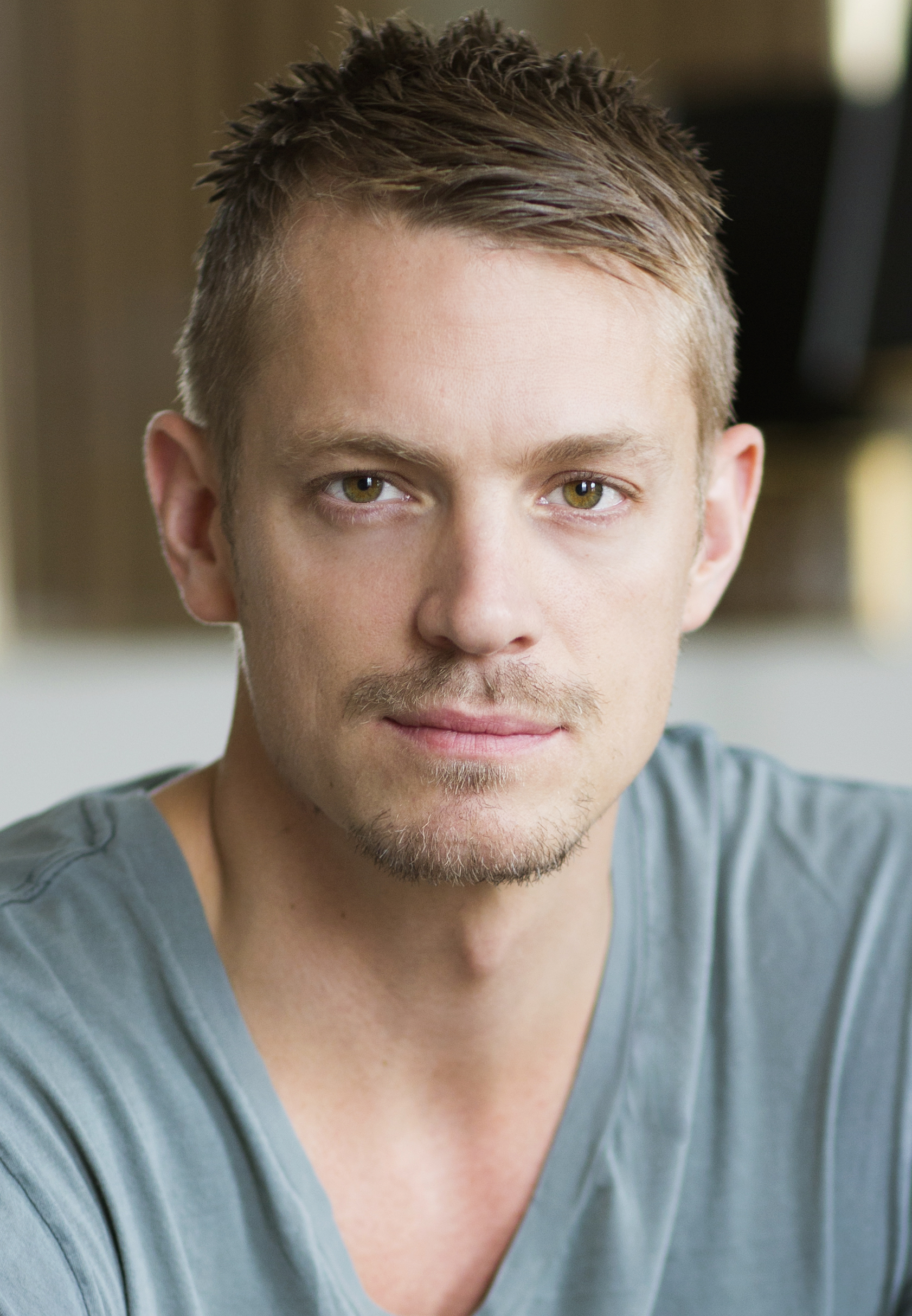
Joel Kinnaman interprète Takeshi Kovacs et Elias Ryker.
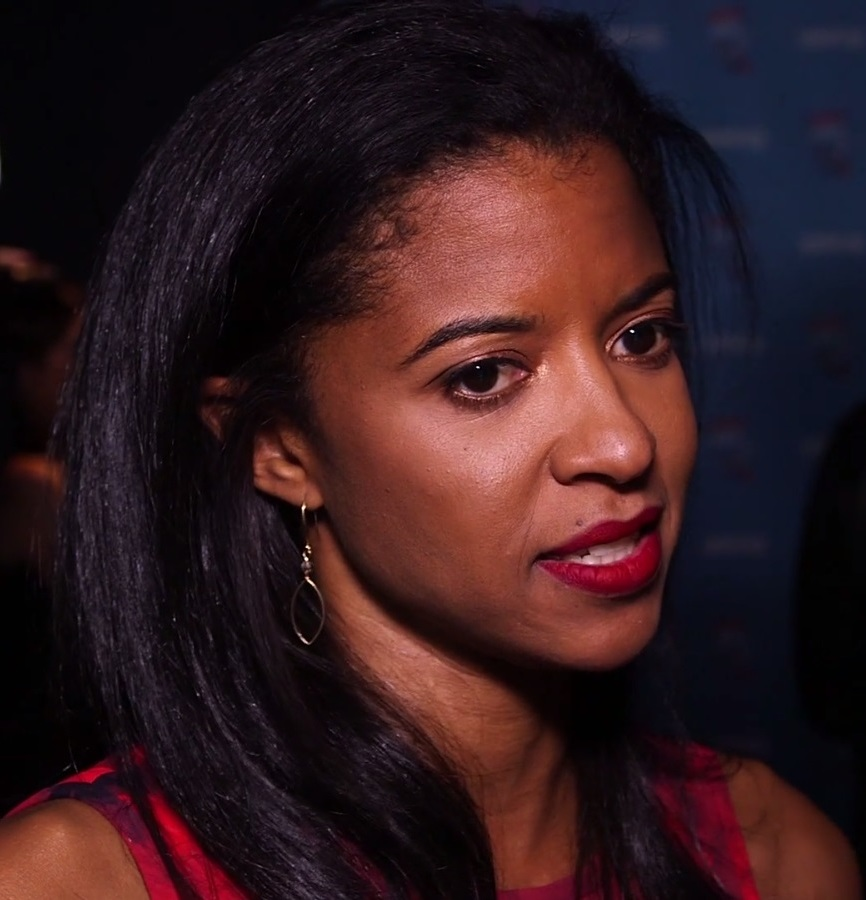
Renée Elise Goldsberry interprète Quellcrist Falconer.
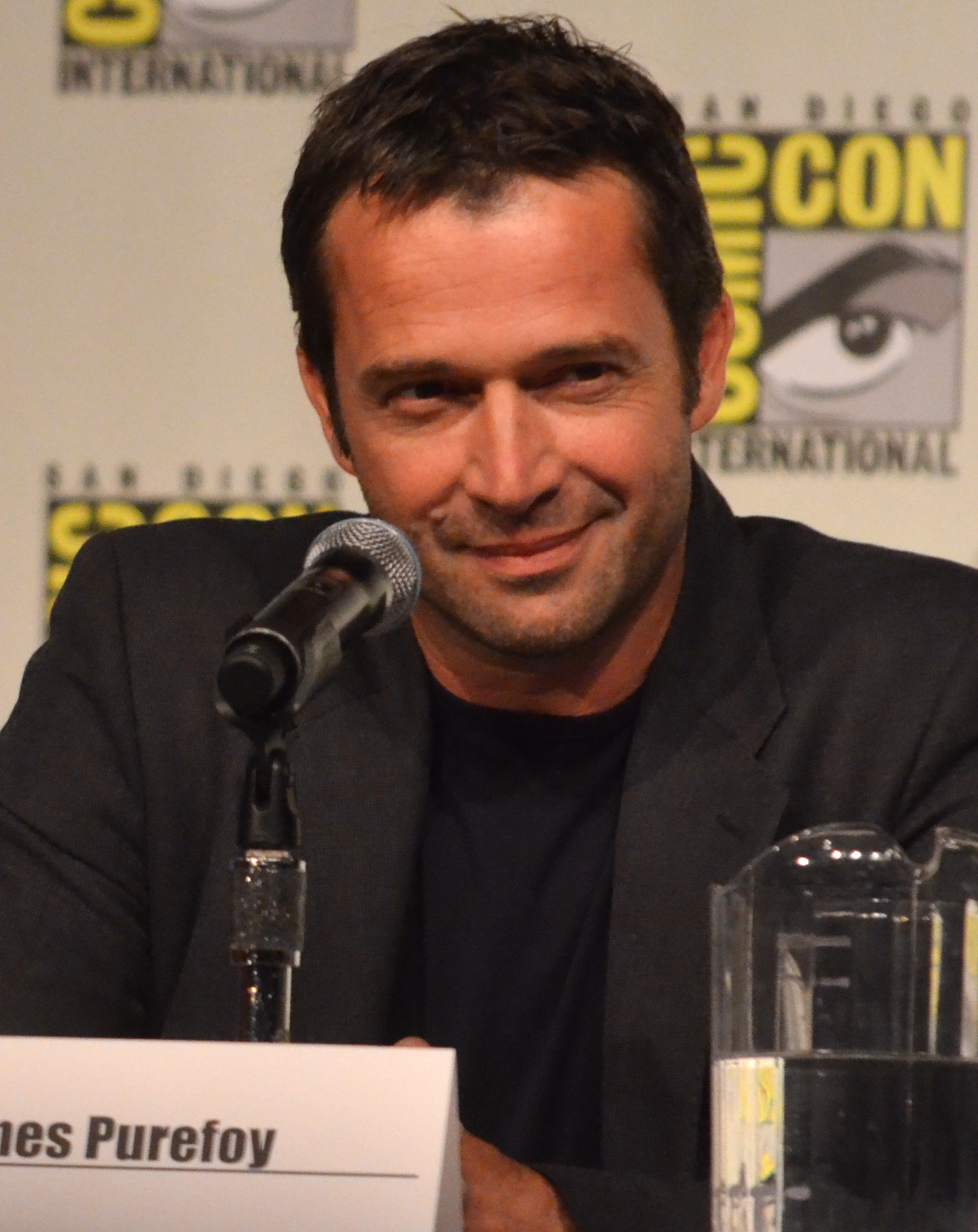
James Purefoy interprète Laurens Bancroft.
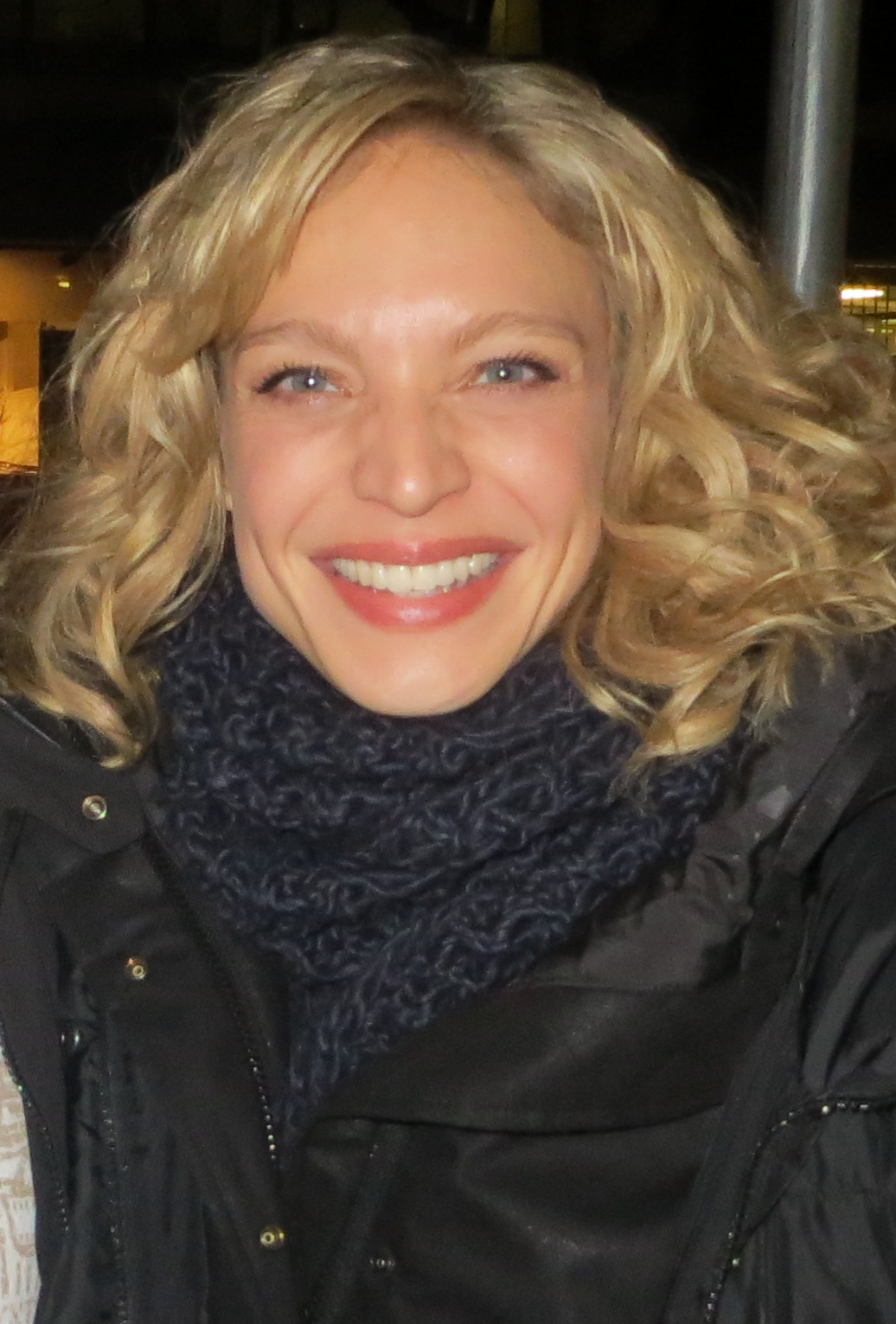
Kristin Lehman interprète Miriam Bancroft.
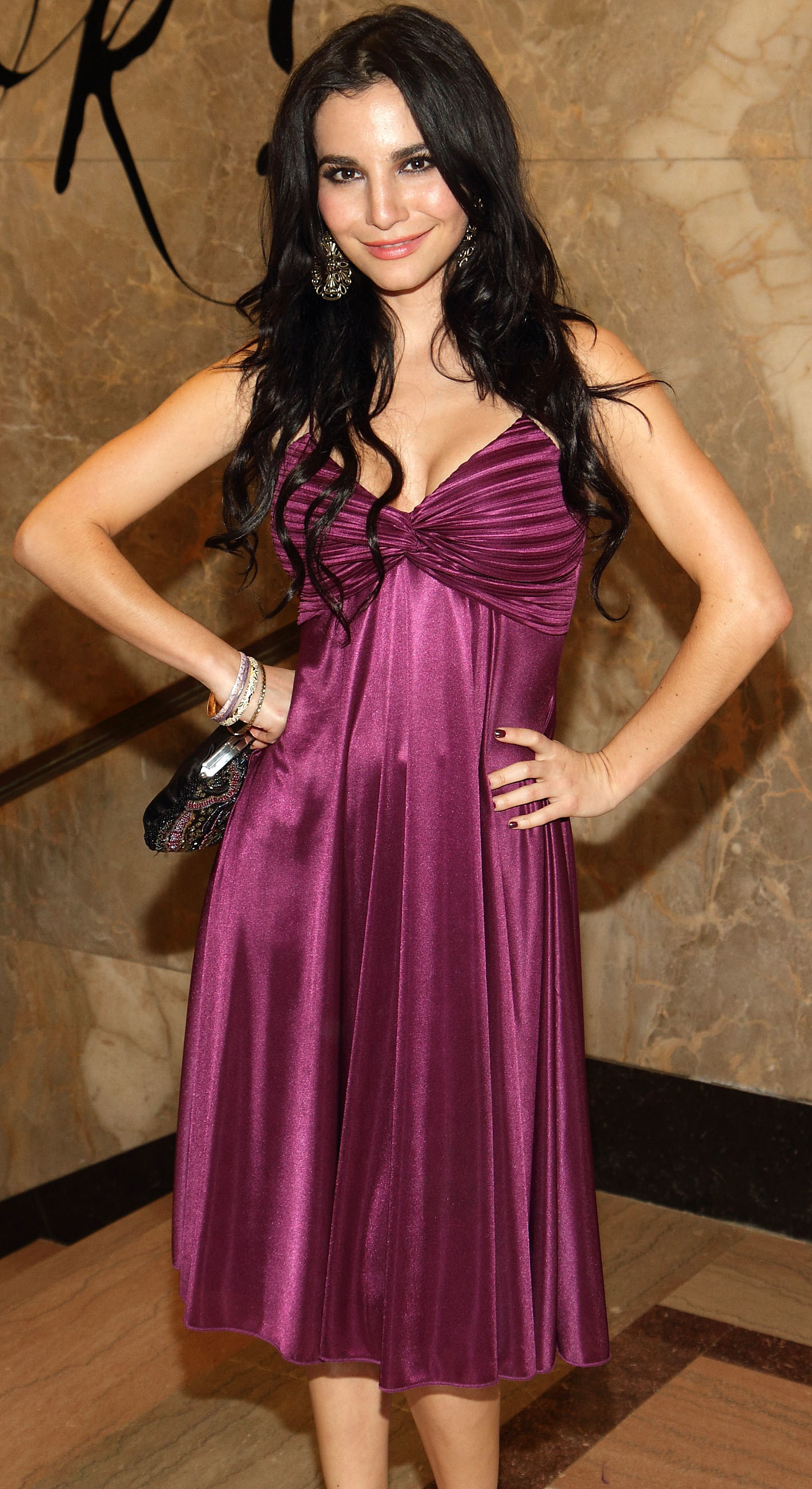
Martha Higareda interprète Kristin Ortega.

#### Acteurs récurrents
- Will Yun Lee (VF : Stéphane Pouplard) : Takeshi Kovacs
- Waleed Zuaiter (VF : Serge Faliu) : Samir Abboud
- Marlene Forte (VF : Christine Crevillén) : Alazne Ortega[7]
- Hayley Law (VF : Adeline Germaneau) : Lizzie Elliot[8]
- Byron Mann (VF : Stéphane Pouplard) : O. G. Kovacs[9]
- Tamara Taylor (VF : Magali Barney) : Oumou Prescott[10]
- Adam Busch (VF : Marc Saez) : Mickey[11]
- Olga Fonda : Sarah[12]
- Hiro Kanagawa (VF : Eric Marchal) : Capitaine Tanaka[13]
- Teach Grant (VF : Boris Rehlinger) : Jimmy DeSoto

### Deuxième saison

#### Acteurs principaux
- Anthony Mackie (VF : Jean-Baptiste Anoumon) : Takeshi Kovacs (en)
- Renée Elise Goldsberry (VF : Christine Bellier) : Quellcrist Falconer
- Chris Conner (VF : Thomas Roditi) : Edgar Poe
- Simone Missick (VF : Laurence Charpentier) : Trepp
- Dina Shihabi (VF : Bénédicte Bosc) : Fouille 301
- Torben Liebrecht (VF : Gilles Morvan) : le colonel Ivan Carrera
- Lela Loren (VF : Élisabeth Ventura) : Danica Harlan

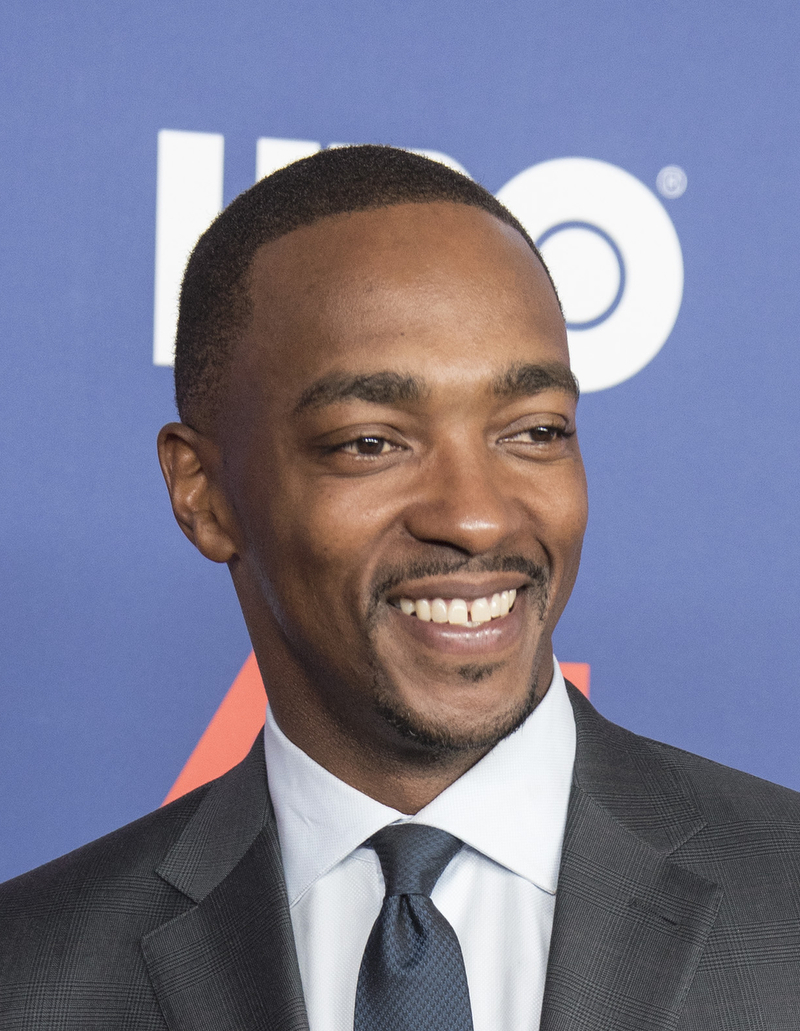
Anthony Mackie interprète Takeshi Kovacs.
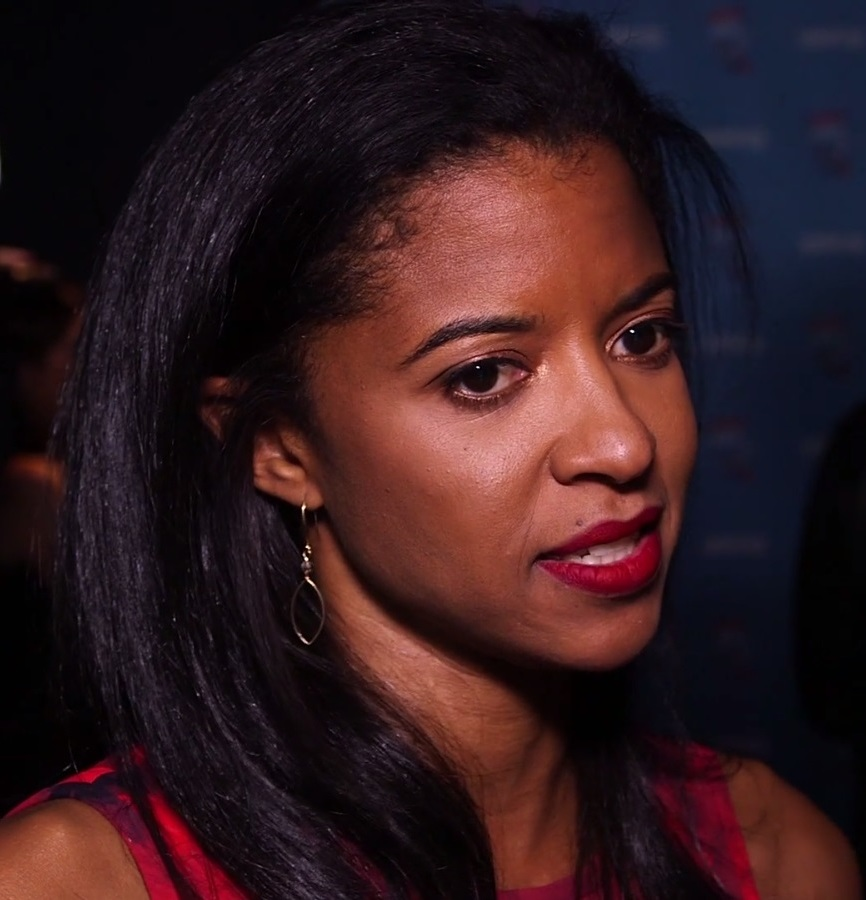
Renée Elise Goldsberry interprète Quellcrist Falconer.
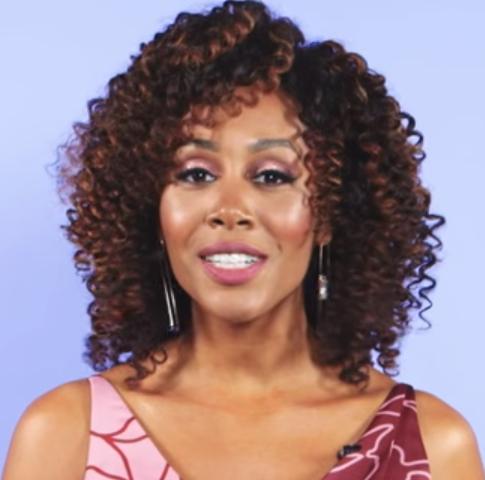
Simone Missick interprète Trepp.
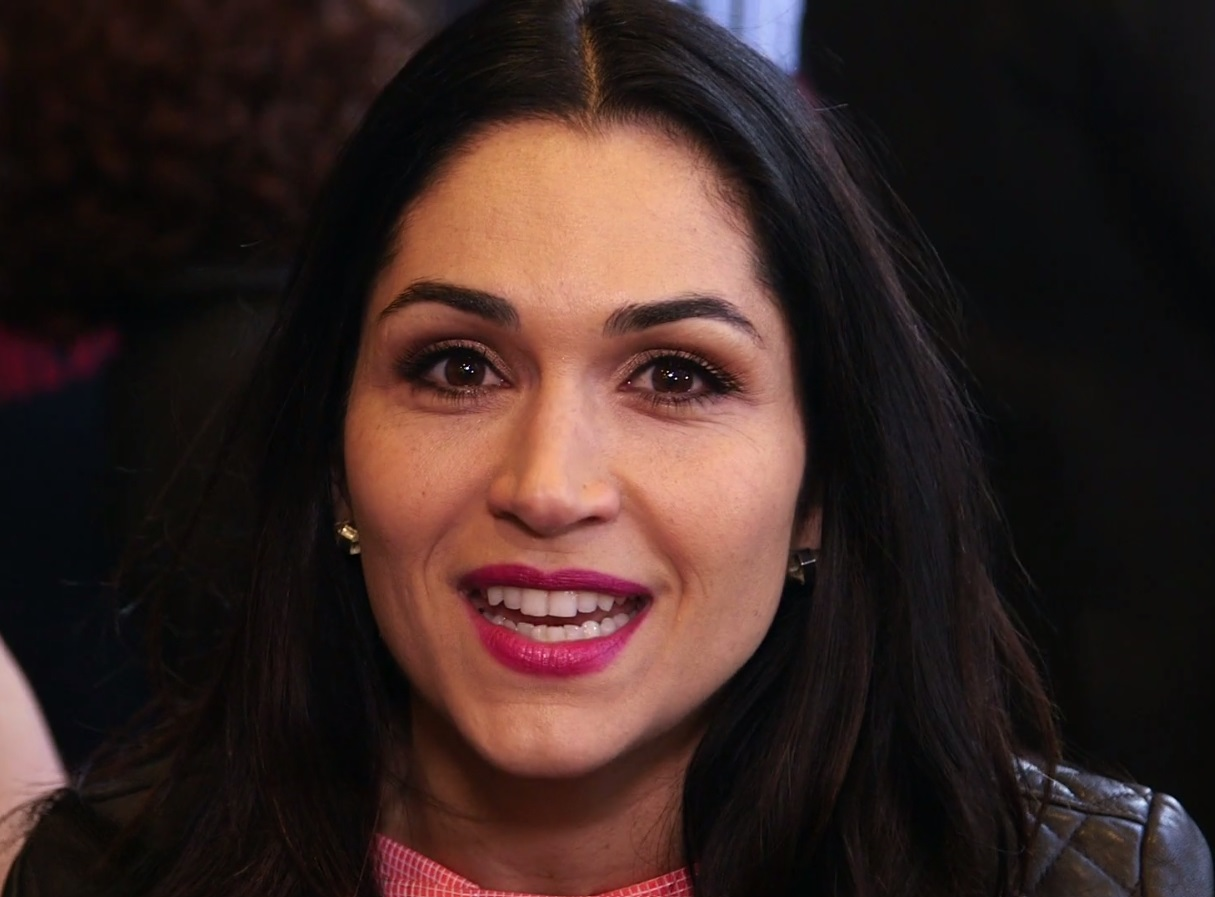
Lela Loren interprète Danica Harlan.

#### Acteurs récurrents
- Will Yun Lee (VF : Stéphane Pouplard) : Takeshi Kovacs
- James Saito (VF : Philippe Vincent) : Tanaseda Hideki
- Michael Shanks (VF : William Coryn) : Horace Axley
- Oliver Rice (VF : Bertrand Nadler) : Mattias Stone
- Sen Mitsuji (VF : Benjamin Gasquet) : Tanaseda Yukito

- Version française
  - société de doublage : Deluxe Media Paris[14],[15]
  - adaptation française : Léa Benguigui et Marc Bacon[15]
  - Direction artistique : Stanislas Forlani[15]

 Source et légende : version française (VF) sur RS Doublage et Doublage Séries Database

## Production

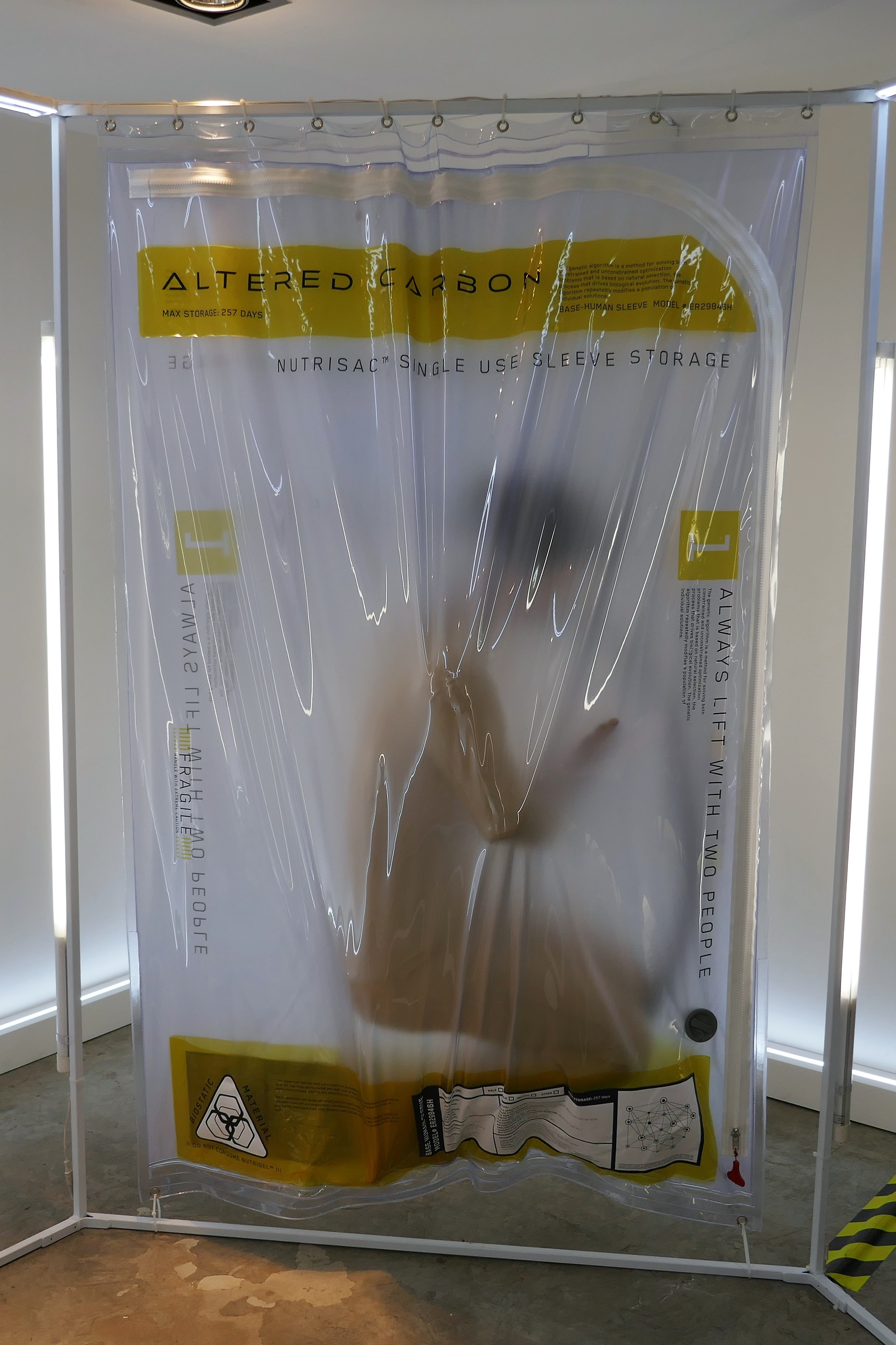
Sac de stockage de corps (sleeve)

La productrice Laeta Kalogridis envisage dès 2002 d'adapter le roman de Richard K. Morgan en long-métrage mais sa nature complexe et sa classification restreinte (R-rated) limitent son potentiel d'exploitation en salles. Finalement, c'est Netflix qui commande l'adaptation au format série télé en janvier 2016. L'épisode pilote est réalisé par Miguel Sapochnik.
Le 27 juillet 2018, la série est renouvelée pour une deuxième saison. Cette suite change en partie l'équipe puisque c'est désormais Anthony Mackie qui incarne Takeshi Kovacs.
Joel Kinnaman, acteur principal de la première saison, ne reviendra donc pas. Une bande-annonce est diffusée le 11 février 2020, qui annonce la sortie de la deuxième saison pour le 27 février.
Un film d'animation sort également sur Netflix le 19 mars 2020 : Altered Carbon : Resleeved.
En août 2020, quelques mois après la diffusion de la deuxième saison, la série est officiellement annulée par Netflix. Cela n'est pas dû à l'épidémie de Covid-19, comme pour beaucoup de séries, mais à un coût de production trop élevé par rapport à son audience,.

## Sortie
La bande-annonce officielle est publiée le 11 janvier 2018. La série commence sa diffusion sur Netflix le 2 février 2018.

## Épisodes

### Première saison (2018)
| # | Titre                                     | Réalisation                       | Scénario         | Audiences (millions) | Première diffusion                                                              |
| --- | ----------------------------------------- | --------------------------------- | ---------------- | -------------------- | ------------------------------------------------------------------------------- |
| 1 (1-01) | La Griffe du passé Out of the Past        | Laeta Kalogridis                  | Miguel Sapochnik |                      | États-Unis : 2 février 2018 Canada, Belgique, France et Suisse : 2 février 2018 |
| Takeshi Kovacs, un ancien soldat d'élite du corps diplomatique (« diplo » en VF, « envoy » en VO) aujourd'hui disparu, est réveillé 250 ans après sa mort par Laurens Bancroft, l'homme le plus riche du monde, alors âgé de plus de 300 ans. Pour gagner sa liberté, Kovacs doit résoudre le meurtre de son employeur, quand tous les indices semblent pointer un suicide. Découvrant ce nouveau monde où la mort n'est plus qu'une formalité, il rencontre Kristin Ortega, une policière qui semble s'intéresser de près à lui et Edgar Poe, une IA dirigeant un hôtel. Il finit par accepter d'enquêter sur le meurtre. |                                           |                                   |                  |                      |                                                                                 |
| 2 (1-02) | Crime passionnel Fallen Angel             | Steve Blackman                    | Nick Hurran      |                      | États-Unis : 2 février 2018 Canada, Belgique, France et Suisse : 2 février 2018 |
| Kovacs commence son enquête par l'analyse des différentes menaces de mort reçues par Laurens Bancroft. L'une des pistes le mène à Vernon Elliot, qui pense que Bancroft est responsable de la mort de sa fille, Lizzie, une prostituée, et de l'emprisonnement de sa femme, une hackeuse. On apprend qu'à la suite de son agression, Lizzie est coincée dans une boucle traumatique, où elle revit son agression à chaque fois qu'elle entre en contact avec quelqu'un. Kovacs découvre dans la maison close où travaillait Lizzie que Laurens était un de ses clients réguliers. En sortant, il se fait agresser par un groupe de dealers augmentés, se fait arrêter par Ortega, puis libérer par Oumou Prescott, une Math au service de Bancroft. En rentrant à son hôtel-IA, il trouve la femme de Laurens, Miriam Bancroft, avec qui il couche, sous la surveillance d'un drone insecte contrôlé par un mystérieux homme asiatique. |                                           |                                   |                  |                      |                                                                                 |
| 3 (1-03) | Le Violent In a Lonely Place              | Brian Nelson                      | Nick Hurran      |                      | États-Unis : 2 février 2018 Canada, Belgique, France et Suisse : 2 février 2018 |
| Kovacs met en place un accord avec Vernon Elliot : ce dernier le protège, en échange de quoi Kovacs paye Poe pour la psycho-chirurgie dont Lizzie a besoin. Kovacs et Elliot d'une part et Ortega d'autre part sont conviés à une soirée à laquelle Bancroft a invité tous ceux susceptibles de lui vouloir du mal. Kovacs y apprend que les filles de Laurens et Miriam Bancroft peuvent utiliser les corps de leur mère. Durant la soirée, Ortega repère le mystérieux homme asiatique (surnommé Ghostwalker car il parvient à s'effacer des caméras de vidéo-surveillance) qui espionnait Takeshi et Miriam la nuit précédente. Elliot profite de la soirée pour hacker le système de Bancroft et trouver des informations sur sa fille Lizzie ; pendant ce temps, Kovacs est jeté dans un combat à mort entre un homme et une femme mariés, façon qu'a Bancroft de punir Kovacs pour avoir couché avec sa femme. À la fin de l'épisode, Kovacs est drogué et enlevé par Dimmy Le Jumeau, un dangereux trafiquant habitant illégalement plusieurs corps à la fois (double-sleeving). |                                           |                                   |                  |                      |                                                                                 |
| 4 (1-04) | L'Enfer de la corruption Force of Evil    | Russel Friend et Garrett Lerner   | Alex Graves      |                      | États-Unis : 2 février 2018 Canada, Belgique, France et Suisse : 2 février 2018 |
| Kovacs est plongé dans une simulation dans laquelle il est torturé et tué, encore et encore, lors d'un interrogatoire réalisé par Dimmy Le Jumeau. Celui-ci croit interroger Ryker, l'ancien propriétaire du corps de Kovacs, qui a tué le frère de Dimmy. On apprend également que Dimmy Le Jumeau est devenu fou à force de changer de corps. En parallèle de la torture, nous suivons l'entrainement des Diplos concernant la torture en simulation. Quand Kovacs parvient enfin à s'échapper de la simulation, il tue tous les gens travaillant dans ce qui semble être un centre de torture virtuel, dont l'un des corps de Dimmy. Ortega, qui avait passé la journée avec sa famille à l'occasion de la Fête des morts (Día de Muertos), traque Kovacs jusqu'à son hôtel après avoir compris qu'il était responsable du massacre au centre de simulation. Kovacs déduit alors que ce n'est pas lui qu'Ortega surveillait depuis son réveil, mais le corps dans lequel il s'est réveillé. En effet, celui-ci appartenait à Ryker, un ancien collègue d'Ortega.                     |                                           |                                   |                  |                      |                                                                                 |
| 5 (1-05) | Le Faux coupable The Wrong Man            | Nevin Densham                     | Uta Briesewitz   |                      | États-Unis : 2 février 2018 Canada, Belgique, France et Suisse : 2 février 2018 |
| Ortega et Kovacs, rapprochés par leur découverte récente, poursuivent l'enquête sur le meurtre de Bancroft. Cette enquête les mènent à Fight Drome, une arène de combat gérée par un IA, dans laquelle Laurens et son fils auraient été vus le soir du meurtre. Sur les images de vidéo-surveillance, on peut voir Laurens frapper son fils Isaac en répétant : « Tu n'es pas moi, tu ne seras jamais moi ! ». Kovacs et Ortega se rendent donc chez Isaac et y découvre une bio-imprimante 3D. Les deux détectives rentrent au commissariat pour y interroger Dimmy Le Jumeau, mais Ortega s'y fait attaquer par le Ghostwalker et Dimmy. Gravement blessée, elle est vivante au prix du sacrifice de Samir Abboud, son collègue et ami de longue date. Dimmy et le Ghostwalker s'enfuient, Kovacs emporte Ortega, mourante. |                                           |                                   |                  |                      |                                                                                 |
| 6 (1-06) | Man with My Face                          | Steve Blackman                    | Alex Graves      |                      | États-Unis : 2 février 2018 Canada, Belgique, France et Suisse : 2 février 2018 |
| Ortega se fait remplacer le bras pendant son opération. Pendant ce temps, Dimmy et le Ghostwalker rapportent leur activité à un Math. Celui-ci interdit à Dimmy de s'approcher de Kovacs, Dimmy trahit donc le Math. Le Ghostwalker, appelé Monsieur Leung, se met donc en quête de tuer Dimmy qui lui échappe en passant un accord avec l'IA dirigeant Fight Drome. Dimmy est chargé dans l'ancien corps de Kovacs et parvient à capturer Ortega et Kovacs. L'IA les fait combattre dans l'arène, ils n'échappent à la mort que grâce à la sœur de Kovacs, Rei, qui intervient miraculeusement. |                                           |                                   |                  |                      |                                                                                 |
| 7 (1-07) | Chien enragé Nora Inu                     | Nevin Densham et Casey Fisher     | Andy Goddard     |                      | États-Unis : 2 février 2018 Canada, Belgique, France et Suisse : 2 février 2018 |
| Pendant sa convalescence, Kovacs retrace son passé avec sa sœur. On apprend qu'il a tué son père, puis abandonné sa sœur pour intégrer les C-TACs. Il rejoint les Diplos avec sa sœur après avoir trahi le Protectorat. Il rencontre la chef des Diplos et créatrice des stacks, Quellcrist Falconer, dont il va tomber amoureux. Lors d'une attaque du Protectorat, les Diplos sont tués par un virus, seuls Falconer, Kovacs et sa sœur parviennent à s’échapper. C'est en fait cette dernière qui a permis aux C-TAC d'attaquer la base des Diplos. Elle tue également Falconer en faisant sauter son vaisseau juste après avoir été sauvegardée par le Protectorat. C'est grâce à ces souvenirs que Kovacs comprend que sa sœur, bien qu'elle les ait sauvés lui et Ortega, n'est peut-être pas une alliée. Le titre de l'épisode rend hommage au film homonyme Chien enragé (1949). |                                           |                                   |                  |                      |                                                                                 |
| 8 (1-08) | Le Démon s'éveille la nuit Clash by Night | Brian Nelson                      | Uta Briesewitz   |                      | États-Unis : 2 février 2018 Canada, Belgique, France et Suisse : 2 février 2018 |
| C'est désormais clair : Rei est responsable de la mort de tous ceux que Takeshi aimait. Celui-ci refuse de s'allier avec elle, ce qui la pousse à la menace : s'il ne l'aide pas, elle tuera Kristin. Afin de clore le cas Bancroft une bonne fois pour toutes, Kovacs accuse du meurtre de Laurens une innocente, Oumou Prescott, qui avait travaillé toute sa vie pour devenir une Math. Alors qu'il a repoussé Ortega pour la protéger, celle-ci enquête sur Rei pour comprendre qui elle est. Rei ayant eu besoin des talents de hackeur de la mère de Lizzie, celle-ci est ressuscitée dans le corps d'un homme (cross-sleeving) et retrouve son mari Vernon. Ensemble, ils vont parler à leur fille Lizzie, toujours traitée par Poe dans une simulation grâce à laquelle elle a passé des mois à s’entraîner pour reprendre confiance en elle... |                                           |                                   |                  |                      |                                                                                 |
| 9 (1-09) | La Proie du mort Rage in Heaven           | Russel Friend et Garrett Lerner   | Peter Hoar       |                      | États-Unis : 2 février 2018 Canada, Belgique, France et Suisse : 2 février 2018 |
| Kovacs, les Elliot et Poe unissent leurs compétences dans le but de tuer Rei et sauver Ortega. Ils s'infiltrent dans « Head in the cloud », un vaisseau flottant appartenant à Rei dans lequel les Maths réalisent leurs pires fantasmes. Piégée, Rei confesse ses crimes, jusqu'à ce que Leung, son bras droit, vienne la secourir. |                                           |                                   |                  |                      |                                                                                 |
| 10 (1-10) | Les Tueurs The Killers                    | Laeta Kalogridis et Nevin Densham | Peter Hoar       |                      | États-Unis : 2 février 2018 Canada, Belgique, France et Suisse : 2 février 2018 |
| Le duel entre Takeshi et Rei s'intensifie. Les membres de l'équipe de Kovacs sont directement impliqués et leur vie est en danger devant les menaces de Rei, plus déterminée que jamais. Une alliée providentielle fera toutefois son apparition alors que l'équipe de Kovacs est prise au piège : Lizzie. Lors d'une attaque de l'hôtel par les hommes de Rei, ils tueront Poe qui permettra alors à Lizzie, désormais entrainée, de se télécharger dans un corps artificiel sur la station Head in the Clouds. Pendant ce temps, le duel final entre Tak et Rei se conclut sur la mort de celle-ci, abattue par son frère pendant que la station s'écrase au sol. Le dénouement est proche et les vérités éclatent au grand jour. |                                           |                                   |                  |                      |                                                                                 |

### Deuxième saison (2020)
| # | Titre                                   | Réalisation                         | Scénario                   | Audiences (millions) | Première diffusion                                                                |
| --- | --------------------------------------- | ----------------------------------- | -------------------------- | -------------------- | --------------------------------------------------------------------------------- |
| 1 (1-01) | Phantom Lady                            | Laeta Kalogridis                    | Ciaran Donnelly            |                      | États-Unis : 27 février 2020 Canada, Belgique, France et Suisse : 27 février 2020 |
| 30 ans après l'affaire Bankcroft, un Math (Axley) localise Kovacs et lui propose un boulot en échange d'une enveloppe haute technologie et la possibilité de revoir Quellcrist Falconer. |                                         |                                     |                            |                      |                                                                                   |
| 2 (1-02) | Paiement différé Payment Deferred       | Sarah Nicole Jones                  | Ciaran Donnelly            |                      | États-Unis : 27 février 2020 Canada, Belgique, France et Suisse : 27 février 2020 |
| Le Colonel Carrera mène l'enquête sur le meurtre. Kovacs recherche la chasseuse de prime (Trepp) qui l'avait livré à Axley. Les pertes de mémoires de Poe augmentent. |                                         |                                     |                            |                      |                                                                                   |
| 3 (1-03) | Le Charlatan Nightmare Alley            | Michael R. Perry                    | M. J. Bassett              |                      | États-Unis : 27 février 2020 Canada, Belgique, France et Suisse : 27 février 2020 |
| Kovacs est fait prisonnier et accusé des meurtres des Meths. Danica Harlan le condamne à l’exécution au Cercle : combat contre des soldats transformés en fantômes de son passé. Poe demande de l'aide à une autre IA pour l'en sortir. Trepp trouve une piste à propos de l'homme qu'elle recherche. |                                         |                                     |                            |                      |                                                                                   |
| 4 (1-04) | L'Ombre d'un doute Shadow of a Doubt    | Sang Kyu Kim                        | M. J. Bassett              |                      | États-Unis : 27 février 2020 Canada, Belgique, France et Suisse : 27 février 2020 |
| Pendant la célébration du Jour d'Harlan, Kovacs met en place un plan d'évasion pour Quell et lui. Celle-ci essaye de rassembler les pièces de son passé oublié. Poe est remplacé par Dig et se demande s'il doit redémarrer. De son côté Carrera torture les employés du Cercle pour découvrir qui a aidé Kovacs et Quell. Il comprend que d'autres choses inavouables ont dû se passer dans ces salles de torture, mais la gouvernante met fin aux interrogatoires avant qu'il n'en apprenne plus. |                                         |                                     |                            |                      |                                                                                   |
| 5 (1-05) | I Wake Up Screaming I Wake up Screaming | Cortney Norris                      | Jeremy Webb                |                      | États-Unis : 27 février 2020 Canada, Belgique, France et Suisse : 27 février 2020 |
| Kovacs et Trepp font sortir Quell de la ville. Poe part dans un voyage virtuel à la recherche d'Harlan. |                                         |                                     |                            |                      |                                                                                   |
| 6 (1-06) | Bury Me Dead                            | Adam Lash et Cori Uchida            | Jeremy Webb                |                      | États-Unis : 27 février 2020 Canada, Belgique, France et Suisse : 27 février 2020 |
| En parcourant Stronghold, Quell se souvient de son passé, et découvre comment son enveloppe a survécu pendant presque 300 ans. Danica Harlan, la gouverneur, révèle sa vraie nature. |                                         |                                     |                            |                      |                                                                                   |
| 7 (1-07) | Angoisse Experiment Perilous            | Nevin Densham                       | Salli Richardson-Whitfield |                      | États-Unis : 27 février 2020 Canada, Belgique, France et Suisse : 27 février 2020 |
| L'enveloppe de Quell a du mal à résister à l'esprit qui a intégré sa pile. Poe et Miss Dig envoient son THD en réalité virtuelle pour coincer l'intrus derrière un pare-feu. Kovacs l'y retrouve et comprend l'origine des massacres des fondateurs. |                                         |                                     |                            |                      |                                                                                   |
| 8 (1-08) | Anges déchus Broken Angels              | Alison Schapker et Elizabeth Padden | Salli Richardson-Whitfield |                      | États-Unis : 27 février 2020 Canada, Belgique, France et Suisse : 27 février 2020 |
| L'équipe de Kovacs et Quell cherche Conrad Harlan afin de sauver la planète, menacée de destruction par le feu céleste. |                                         |                                     |                            |                      |                                                                                   |